# Ракитный (Кемеровская область)
Раки́тный — посёлок в Ленинск-Кузнецком районе Кемеровской области. Входит в состав Чкаловского сельского поселения.

## География
Центральная часть населённого пункта расположена на высоте 174 метров над уровнем моря.

## История
Указом Президиума Верховного Совета РСФСР от 15 августа 1963 года посёлок фермы № 3 совхоза им. Чкалова Ленинск-Кузнецкого сельского района переименован в посёлок Ракитный.

## Население
| 2010 |
| ---- |
| 155  |

По данным Всероссийской переписи населения 2010 года, в посёлке Ракитный проживает 155 человек (71 мужчина, 84 женщины).